# Николай Дичев
Николай Дичев е български футболист, защитник, който играе за Кариана.

## Биография и кариера
Юноша на Тунджа Ямбол от 2000 до 2007, когато преминава в школата на Локомотив София. Играе като централен защитник. През 2011 подписва с Малеш Микрово, където дебютира в професионалния футбол. Завръща се в Тунджа Ямбол през 2012, а през 2013 е в редиците на Созопол. За трети път играе за Тунджа Ямбол през 2015, а от 2015 е футболист на Банско. През януари 2016 подписва с ЦСКА. Дебютира за армейците на 13 март 2016 при победата с 11:0 над Ботев Ихтиман, като вкарва и дебютен гол. Печели купата на България за сезон 2015/16 и първо място в Югозападната В група. През лятото на 2016 се присъединява към Локомотив Горна Оряховица, а от началото на 2017 е играч на Кариана Ерден. От юли 2017 до октомври 2017 се състезава за Спартак Плевен, след което се завръща в Кариана Ерден.

## Отличия
- Купа на България – 1 път носител (2016) с ЦСКА (София)
- Шампион на Югозападна В група с ЦСКА (София) през 2015/2016 г.

През януари 2016 г. Дичев е привлечен в ЦСКА (София).
Дебютира за ЦСКА (София) на 13.03.2016 г. като влиза като резерва второто полувреме, вкарва десетия гол в мача при победата на ЦСКА над Ботев (Ихтиман) с 11:0.